# Xabier Beraza
Xabier Beraza Pozo (Rentería, 26 de enero de 1999) es un jugador de baloncesto español que actualmente milita en la posición de alero en el Fibwi Palma de la Primera FEB.

## Trayectoria
Formado en las categorías inferiores del Easo Saskibaloi Taldea, desde 2016 a 2018, Xabi Beraza forma parte del equipo del Easo Loquillo de Liga EBA.
El 22 de octubre de 2017, en la 5.ª jornada de la Liga ACB, Beraza debuta con el San Sebastián Gipuzkoa Basket Club frente al Saski Baskonia, logrando 4 rebotes, con 4 faltas en 5:31 de tiempo en cancha, a pesar de la derrota del conjunto donostiarra.
En la temporada 2017-18, alterna participaciones con el Easo y el Delteco GBC, con el que disputa 12 partidos en Liga Endesa.
En la temporada 2018-19, el alero llega como vinculado por parte del Delteco GBC al Iraurgi Saski Baloia para jugar en Liga LEB Plata.
En verano de 2020, tras rescindir el contrato que le unía con San Sebastián Gipuzkoa Basket Club, el jugador firma por el Fútbol Club Barcelona "B" para jugar en Liga LEB Plata.
El 2 de julio de 2021, firma por el San Sebastián Gipuzkoa Basket Club de la Liga LEB Oro.
El 17 de julio de 2023, firma por el FC Cartagena Baloncesto de la Liga LEB Plata.
El 9 de junio de 2024, firma por el Fibwi Palma de la Liga LEB Plata.
En la temporada 2025-26, renueva su contrato con el Fibwi Palma tras lograr el ascenso a la Primera FEB.

## Clubs
- 2015-18: Easo Saskibaloi Taldea (Junior) y (Liga EBA)
- 2018-2020 San Sebastián Gipuzkoa Basket Club (Liga Endesa)
- 2018-2020 Iraurgi Saski Baloia (Liga LEB Plata)
- 2020-2021 Fútbol Club Barcelona "B" (Liga LEB Plata)
- 2021-2023 San Sebastián Gipuzkoa Basket Club (Liga LEB Oro)
- 2023-2024 FC Cartagena Baloncesto (Liga LEB Plata)
- 2024-actualidad Fibwi Palma (Liga LEB Plata)